# Charles Blanc

De Paris a Venise, 1857

Auguste Alexandre Philippe Charles Blanc, född den 17 november 1813 i Castres, Tarn, död den 17 januari 1882, var en fransk konstskriftställare och kopparstickare, bror till Louis Blanc. 
Blanc var 1848–1852 direktör för inrikesministeriets avdelning för de sköna konsterna, grundade 1859 La gazette des beaux-arts samt blev 1878 professor vid Collège de France.